# Üreg (település)
Üreg (szlovákul Jarok, korábban Irek) község  Szlovákiában, a Nyitrai kerületben, a Nyitrai járásban.

## Fekvése
Nyitrától 9 km-re délnyugatra fekszik.

## Története
A régészeti leletek tanúsága szerint területén már az újkőkorban is éltek emberek, majd később a hallstatt-korban is lakott volt. A mai település első írásos említése "Erig" alakban 1113-ból, a zoborhegyi apátság okleveléből származik. 1268-ban "Iregh" a neve és később is "Ireg, Irek" változatokban szerepel az oklevelekben. Valószínűleg királyi birtok volt, melyet 1349-ben I. Lajos király Konth Miklós nádornak adományozott. 1363-ban közös megegyezéssel a király a birtokot a nyitrai püspökség nyitrapásztói uradalmának adja, a nádor pedig Galgóc várát kapja meg. Később is a püspökség birtoka, a diószegi uradalom része lett. 1599-ben kirabolta, 1601-ben pedig felégette a török. 1620-1621-ben Bethlen Gábor hadai táboroztak itt. 1644-ben Telegdy János nyitrai püspök a falut a mocsonoki uradalomhoz csatolta. Templomát 1601-ben említik először, ez egykor a mai temető területén állt, Mocsonok filiája volt. A falu első plébániája 1708-ban épült, első plébánosa Fehérváry Pál volt. A rossz állapotú templom helyett a nyitrai püspök adományából 1723-ra épült fel a mai templom. 1751-ben a falunak szőlőskertje és 42 háztartása volt. 1751-ben 144 család élt itt. 1787-ben 130 házában 690 lakos élt. 1828-ban 113 háza és 790 lakosa volt. Lakói mezőgazdasággal és szőlőtermesztéssel foglalkoztak.
Vályi András szerint "ÜREG. Magyar falu Nyitra Várm. földes Ura a’ Nyitrai Püspökség, lakosai katolikusok, fekszik Nyitrához 1 1/4 órányira; határja jól termő."
Fényes Elek szerint "Üregh, Nyitra m. tót falu, Ujlaktól délre 3/4 órányira: 808 kath., 8 zsidó lak. Fekszik egy domboldalban erdőktől körülvétetve. Van kath. paroch. temploma, sok gyümölcse; erdeje igen nagy. F. u. a nyitrai püspök. Ut. p. Szered."
Nyitra vármegye monográfiája szerint „Üreg, a Nyitra és Sempte közt elterülő dombos vidéken fekvő tót község, 962 r. kath. lakossal. Postája Nyitra-Ujlak, táviró- és vasúti állomása Nyitra. Kath. temploma nagyon régi és fallal van körülvéve. Kegyura a nyitrai püspök, kinek itt nagyobb birtoka is van. A község a XII. század elején a zobori apátság birtoka volt.”
A trianoni békeszerződésig területe Nyitra vármegye Nyitrai járásához tartozott. 1932-ben nagy felhőszakadás és sártenger öntötte el a falut. 1943-ban Štefan Gallo plébános tiltakozott a magyar szentek eltávolítására tett kísérlet ellen.

## Népessége
| Év:            | 1994. | 2004.   | 2014.    | 2024.    |
| -------------- | ----- | ------- | -------- | -------- |
| Emberek száma: | 1794  | 1767    | 1947     | 2143     |
| Eltérés:       |       | -1,50 % | +10,18 % | +10,06 % |

| Év:            | 2023. | 2024.   |
| -------------- | ----- | ------- |
| Emberek száma: | 2138  | 2143    |
| Eltérés:       |       | +0,23 % |

1880-ban 937 lakosából 838 szlovák, 44 német, 19 magyar, 3 egyéb anyanyelvű és 33 csecsemő volt.
1890-ben 962 lakosából 905 szlovák és 10 magyar anyanyelvű volt.
1900-ban 1099 lakosából 1038 szlovák és 27 magyar anyanyelvű volt.
1910-ben 1270 lakosából 1212 szlovák, 37 magyar és 21 német anyanyelvű volt.
1921-ben 1327 lakosából 1326 csehszlovák volt.
1930-ban 1506 lakosából 1502 csehszlovák volt.
1991-ben 1744 lakosából 1707 szlovák és 4 magyar volt.
2001-ben 1724 lakosából 1702 szlovák és 5 magyar volt.
2011-ben 1889 lakosából 1855 szlovák, 8 cseh, 5 magyar és 16 ismeretlen nemzetiségű volt.
2021-ben 2065 lakosából 8 (+1) magyar, 1991 (+6) szlovák, 1 cigány, 1 (+1) ruszin, 14 (+3) egyéb és 50 ismeretlen nemzetiségű volt.

## Neves személyek
- Itt született Deső Bernát (1731–1773) teológiai doktor, bencés szerzetes.
- Itt született Bethlen Elek (1777–1841) császári és királyi kamarás, író.
- Itt szolgált Magin János (1681–1735) római katolikus plébános, tiszteletbeli kanonok, szlovák költő.
- Itt szolgált Štefan Gallo (1882-1970) pápai prelátus, embermentő, fogoly.

## Nevezetességei

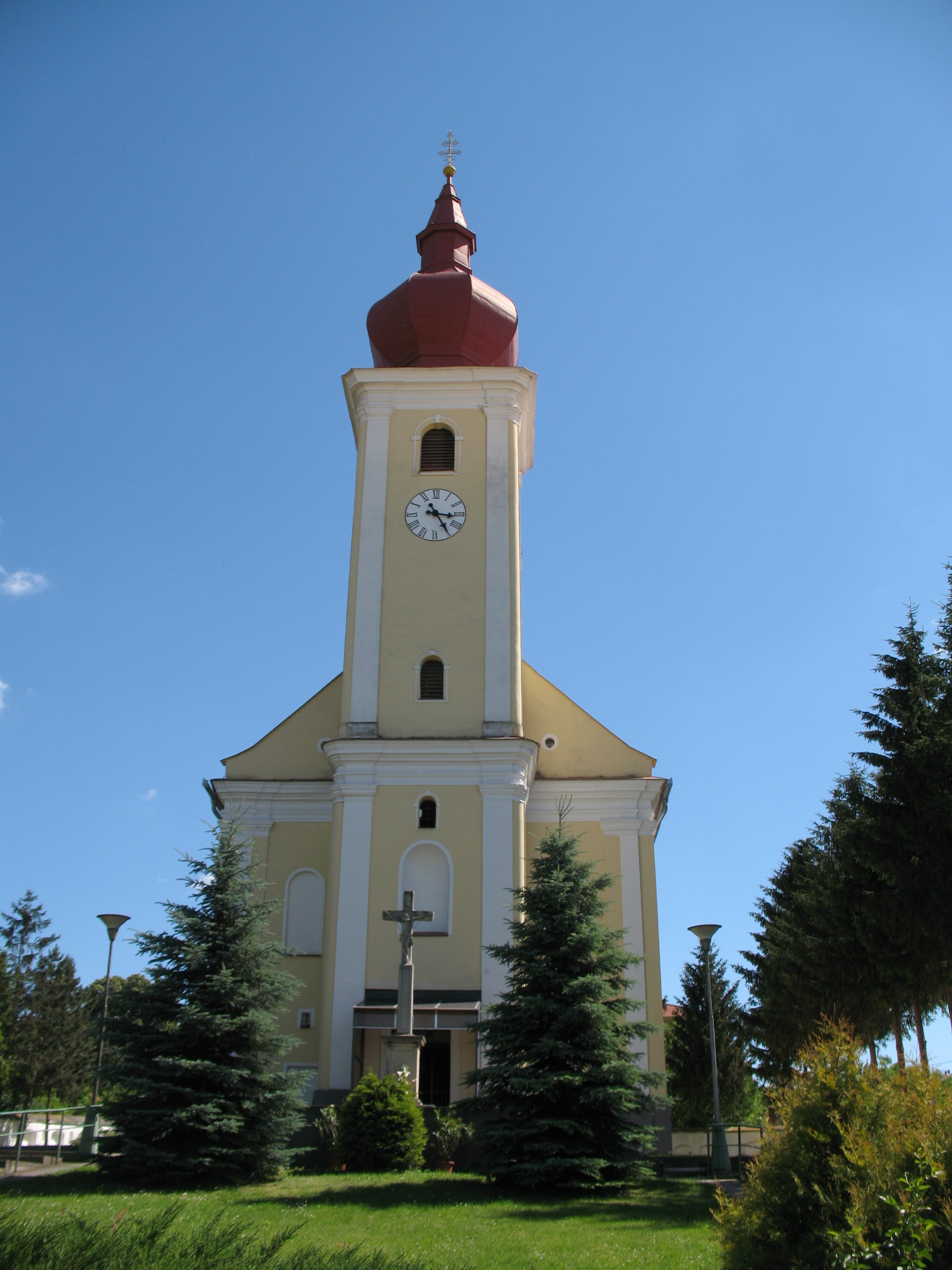
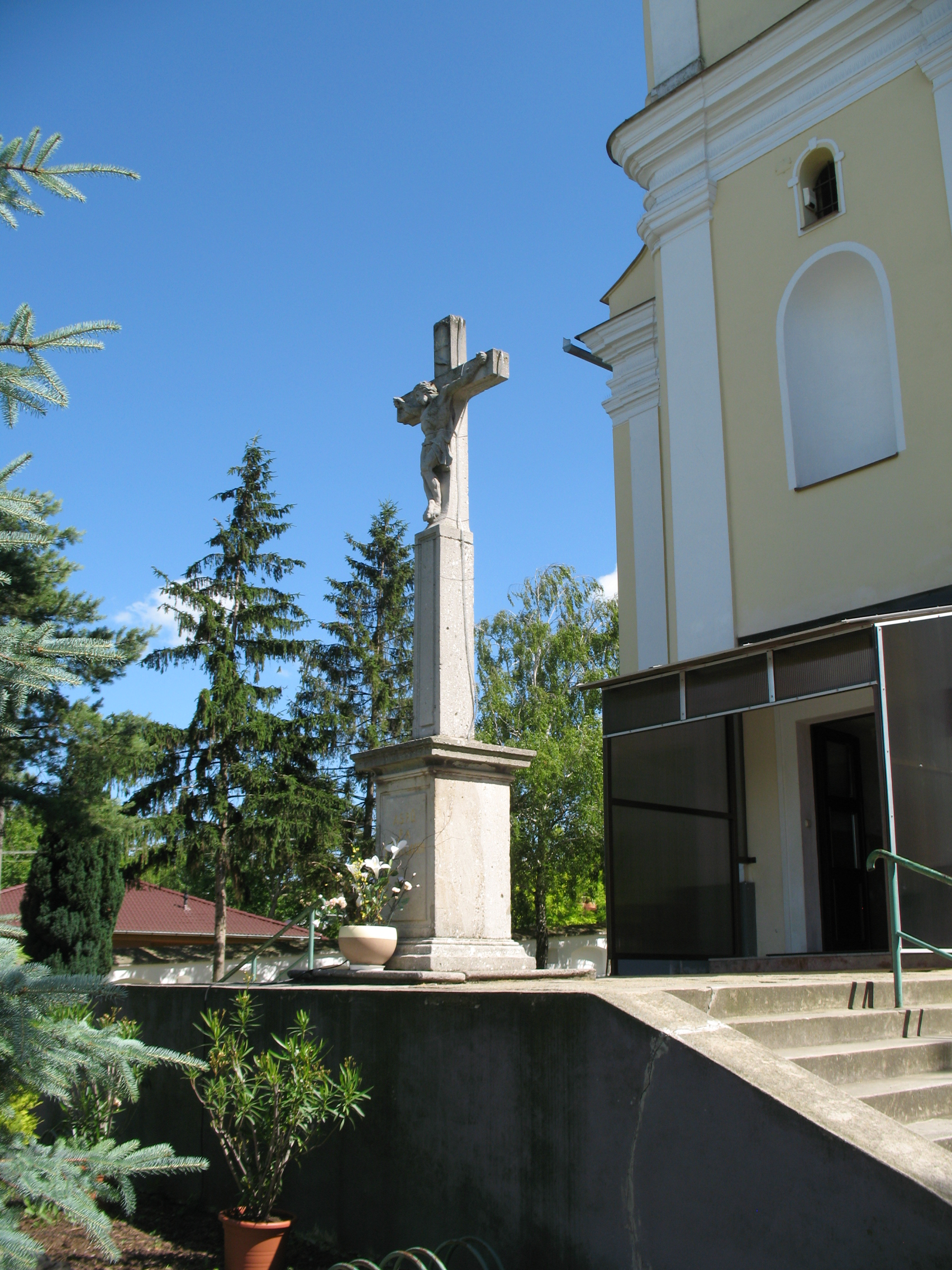
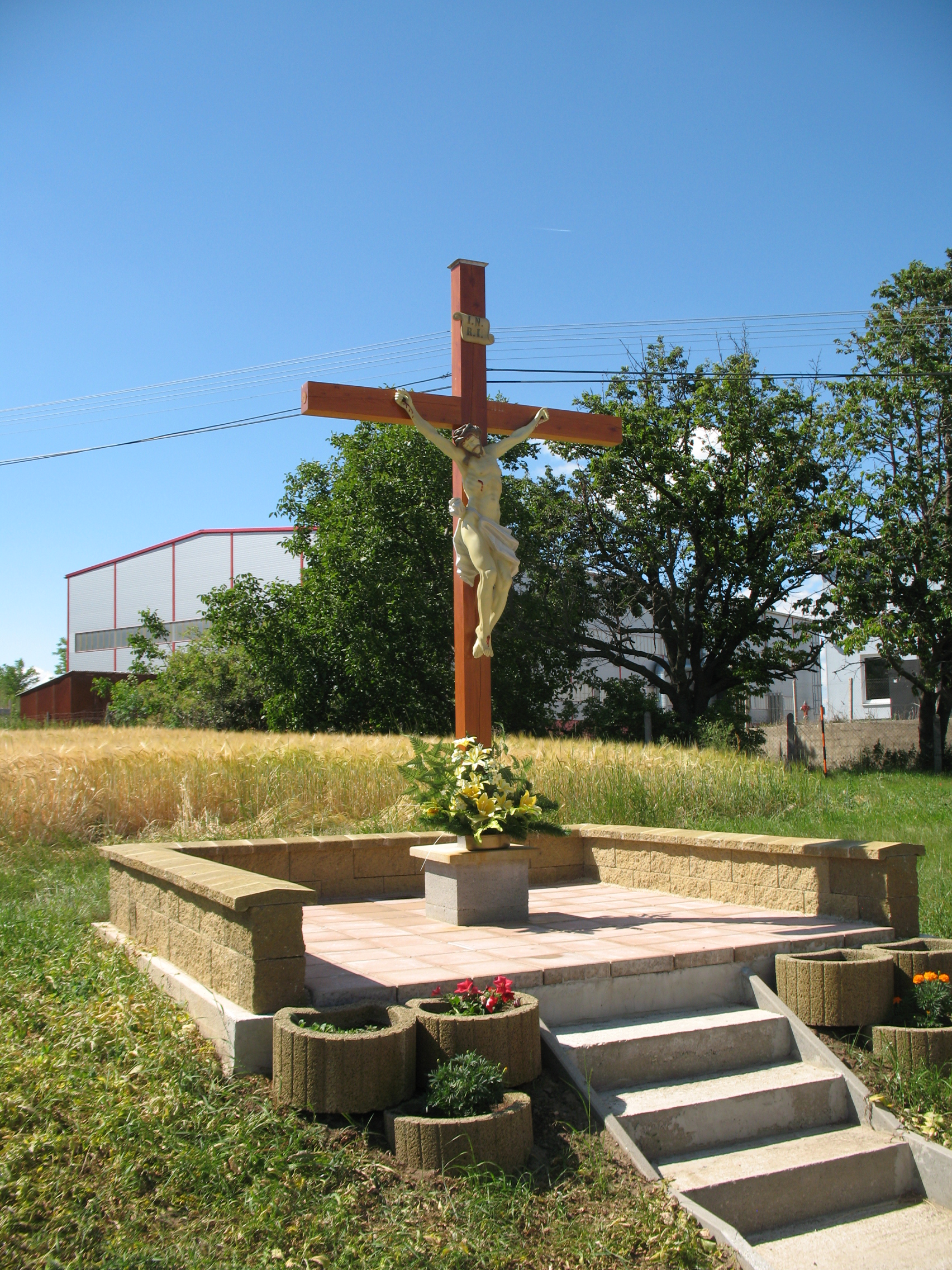
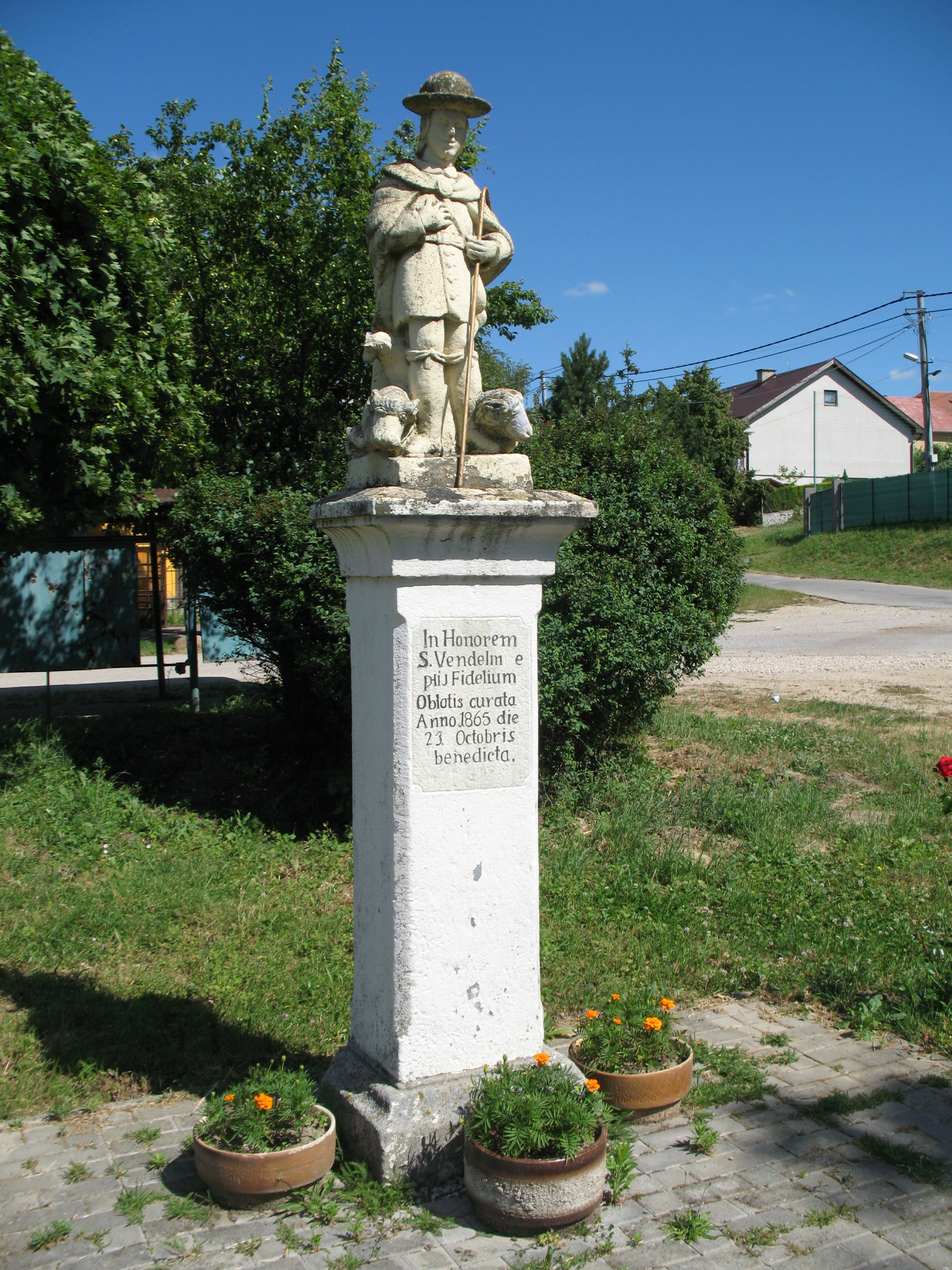
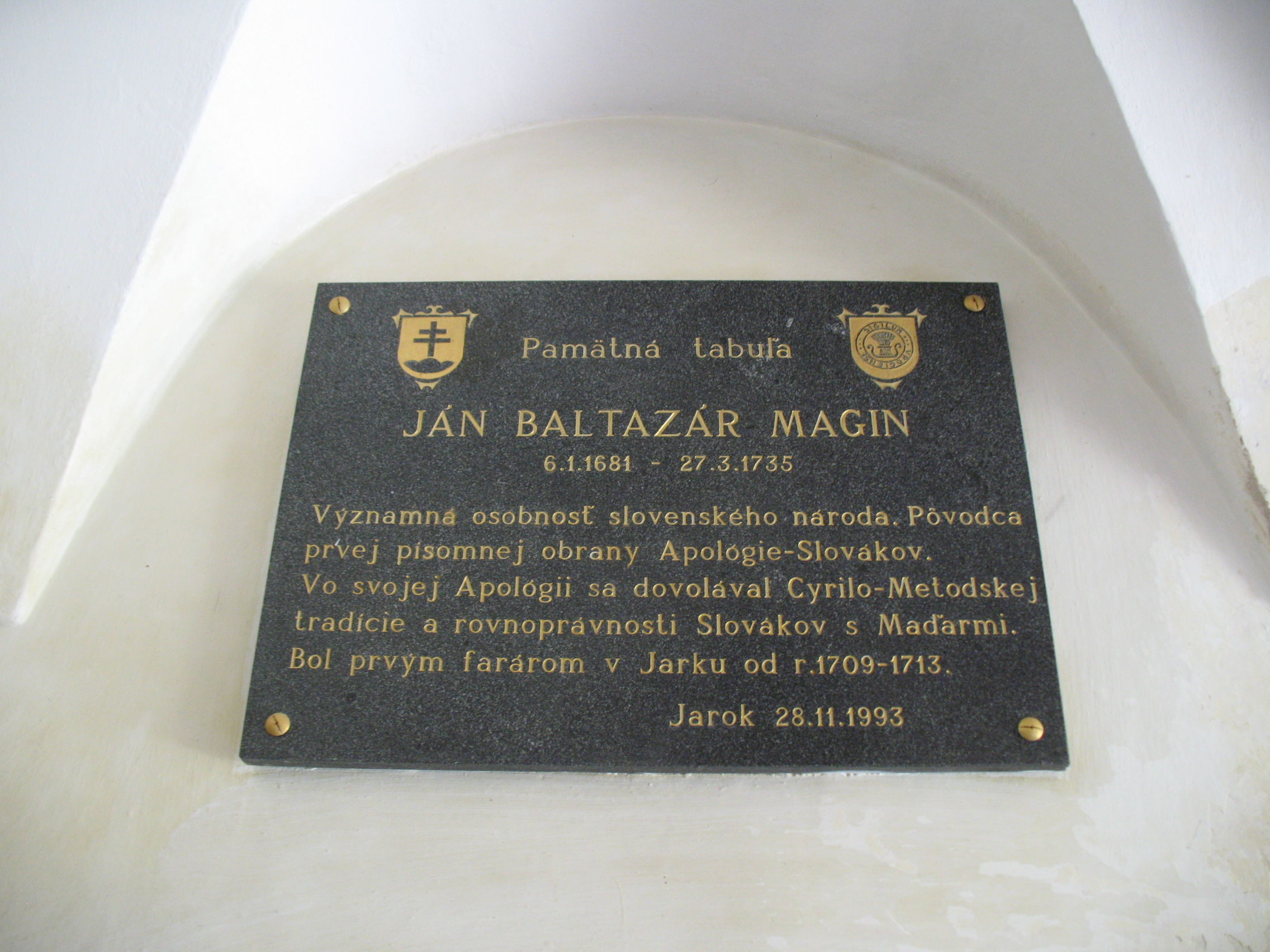
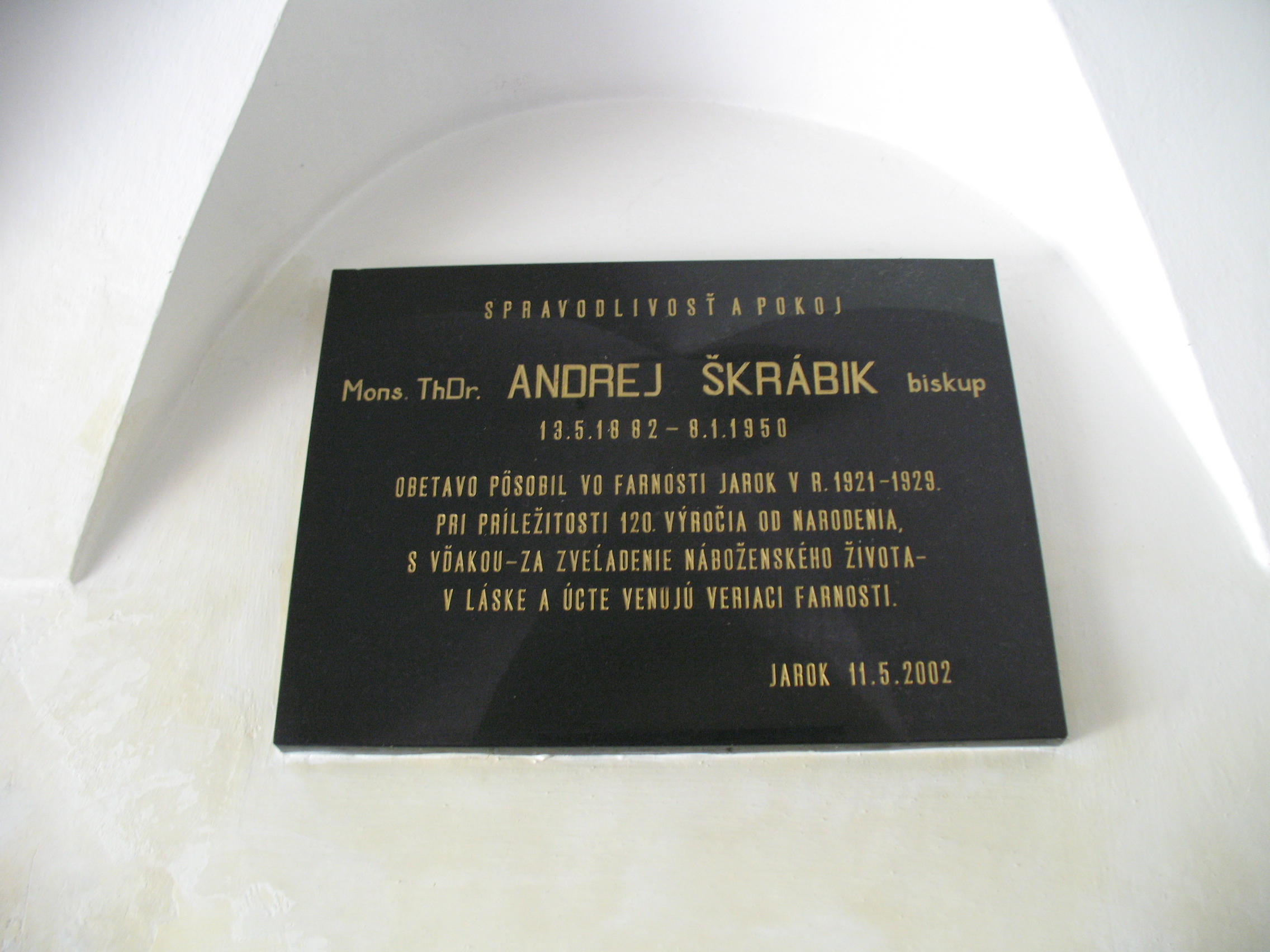

- Szent Márton püspök tiszteletére szentelt római katolikus templomát 1718 és 1723 között Erdődy László nyitrai püspök építtette. Szószéke és márvány keresztelő medencéje 18. századi. Főoltárával 1789-ben szentelték fel. Mellékoltárai Borromei Szent Károly és Nepomuki Szent János tiszteletére vannak szentelve.
- Barokk kápolnája 1740-ben készült.

## Külső hivatkozások
- Hivatalos oldal
- E-obce.sk Archiválva 2008. szeptember 20-i dátummal a Wayback Machine-ben
- Községinfó
- Üreg Szlovákia térképén